# Festival Premiers Plans d'Angers 2024
Le Festival Premiers Plans d'Angers 2024, 36e édition du festival, se déroule du 20 au 28 janvier 2024.
Le jury de la compétition des longs-métrages est présidé par Robin Campillo.

## Jury
- Robin Campillo président du jury
- Julie Roué
- Zita Hanrot
- Nathan Ambrosioni

## Palmarès
- Grand Prix du Jury : Border Line de  Alejandro Rojas et Juan Sebastián Vasquez (Espagne)[1].
- Prix du public : Riverboom de Claude Baechtold (Suisse)